# والیبال قهرمانی مردان جهان ۲۰۰۶
والیبال قهرمانی مردان جهان ۲۰۰۶ شانزدهمین دوره از رقابت‌های قهرمانی جهان می‌باشد که از ۱۷ نوامبر تا ۳ دسامبر ۲۰۰۶ در ژاپن برگزار گردید.
همچون دورهٔ پیش، ۲۴ تیم در این رقابت‌ها شرکت کردند. برزیل با شکست ۳ بر صفر لهستان در دیدار پایانی عنوان قهرمانی مسابقات را از آن خود کرد (با دفاع از عنوان قهرمانی خود). بلغارستان در رقابت برای کسب جایگاه سوم توانست صربستان و مونته‌نگرو را ۳ بر ۱ شکست دهد و به مقام سوم دست پیدا کند. اعضای تیم لهستان این موفقیت و مدال خود را به والیبالیست فقید لهستانی، آرکادیوش گواش تقدیم کردند. اعضای تیم در مراسم اهدای جوایز با پوشیدن پیراهن‌هایی که واژهٔ «گواش» و شمارهٔ ۱۶ بر روی آن‌ها نوشته بود، یاد این بازیکن را گرامی داشتند.

## میزبان
تورنمنت به میزبانی ۶ شهر ژاپن برگزار شد.
- سایتاما
- فوکوئوکا
- ناگانو
- سندای
- توکیو
- هیروشیما

## راه‌یابی
| آفریقا (کنفدراسیون والیبال آفریقا)     | آسیا و اقیانوسیه (کنفدراسیون والیبال آسیا) | اروپا (کنفدراسیون والیبال اروپا) | آمریکای شمالی (کنفدراسیون والیبال آمریکای شمالی، مرکزی و کارائیب)                                                   | آمریکای جنوبی (کنفدراسیون والیبال آمریکای جنوبی)                          |
| گروه C برنده: تونس · گروه D برنده: مصر | کشور میزبان: ژاپن · گروه D برنده: قزاقستان · گروه E برنده: چین · گروه F برنده: ایران · بازی حذفی برنده: کرهٔ جنوبی · بازی حذفی نائب قهرمان: استرالیا | گروه I برنده: آلمان · گروه I نائب قهرمان: ایتالیا · گروه J برنده: یونان · گروه J نائب قهرمان: صربستان و مونته‌نگرو · گروه K برنده: فرانسه · گروه K نائب قهرمان: چک · گروه L برنده: روسیه · گروه L نائب قهرمان: لهستان · بازی حذفی برنده: بلغارستان | گروه D برنده: ایالات متحده آمریکا · گروه D نائب قهرمان: پورتوریکو · گروه E برنده: کوبا · گروه E نائب قهرمان: کانادا | قهرمانی جهان ۲۰۰۲: برزیل · گروه A برنده: آرژانتین · گروه B برنده: ونزوئلا |

## گروه‌بندی

### دور یکم
| گروه A         | گروه B        | گروه C                  | گروه D                  |
| -------------- | ------------- | ----------------------- | ----------------------- |
| ژاپن (میزبان)  | برزیل (۱)     | ایتالیا (۲)             | صربستان و مونته‌نگرو (۳) |
| آرژانتین (۷)   | فرانسه (۶)    | ایالات متحده آمریکا (۵) | روسیه (۴)               |
| لهستان (۸)     | یونان (۹)     | ونزوئلا (۱۰)            | کرهٔ جنوبی (۱۱)          |
| چین (۱۸)       | کوبا (۱۲)     | بلغارستان (۱۶)          | کانادا (۱۳)             |
| مصر (۲۱)       | استرالیا (۲۰) | ایران (۲۲)              | تونس (۱۹)               |
| پورتوریکو (۲۷) | آلمان (۲۴)    | چک (۲۳)                 | قزاقستان (۲۶)           |

### دور دوم
| گروه E | گروه E              | گروه F | گروه F              |
| ------ | ------------------- | ------ | ------------------- |
| 1A     | لهستان              | 1B     | برزیل               |
| 1D     | صربستان و مونته‌نگرو | 1C     | بلغارستان           |
| 2A     | ژاپن                | 2B     | فرانسه              |
| 2D     | روسیه               | 2C     | ایتالیا             |
| 3A     | آرژانتین            | 3B     | آلمان               |
| 3D     | کانادا              | 3C     | چک                  |
| 4A     | پورتوریکو           | 4B     | کوبا                |
| 4D     | تونس                | 4C     | ایالات متحده آمریکا |

## سالن‌ها
| گروه A         | گروه B               | گروه C        | گروه D و E      |
| -------------- | -------------------- | ------------- | --------------- |
| سایتاما، ژاپن  | فوکوئوکا، ژاپن       | ناگانو، ژاپن  | سندای، ژاپن     |
| سایتاما آرنا   | مرکز همایش‌های فوکوکا | وایت رینگ     | کامی سندای آرنا |
| گنجایش: ۲۰٬۰۰۰ | گنجایش: ۸٬۵۰۰        | گنجایش: ۷٬۰۰۰ | گنجایش: ۵٬۷۰۵   |
|                |                      |               |                 |

| گروه F            | دور نهایی                | دور نهایی          |
| ----------------- | ------------------------ | ------------------ |
| هیروشیما، ژاپن    | توکیو، ژاپن              | توکیو، ژاپن        |
| سالن سبز هیروشیما | ورزشگاه متروپولیتن توکیو | ورزشگاه ملی یویوگی |
| گنجایش: ۴٬۷۵۰     | گنجایش: ۱۰٬۰۰۰           | گنجایش: ۱۳٬۲۹۱     |
|                   |                          |                    |

## دور یکم

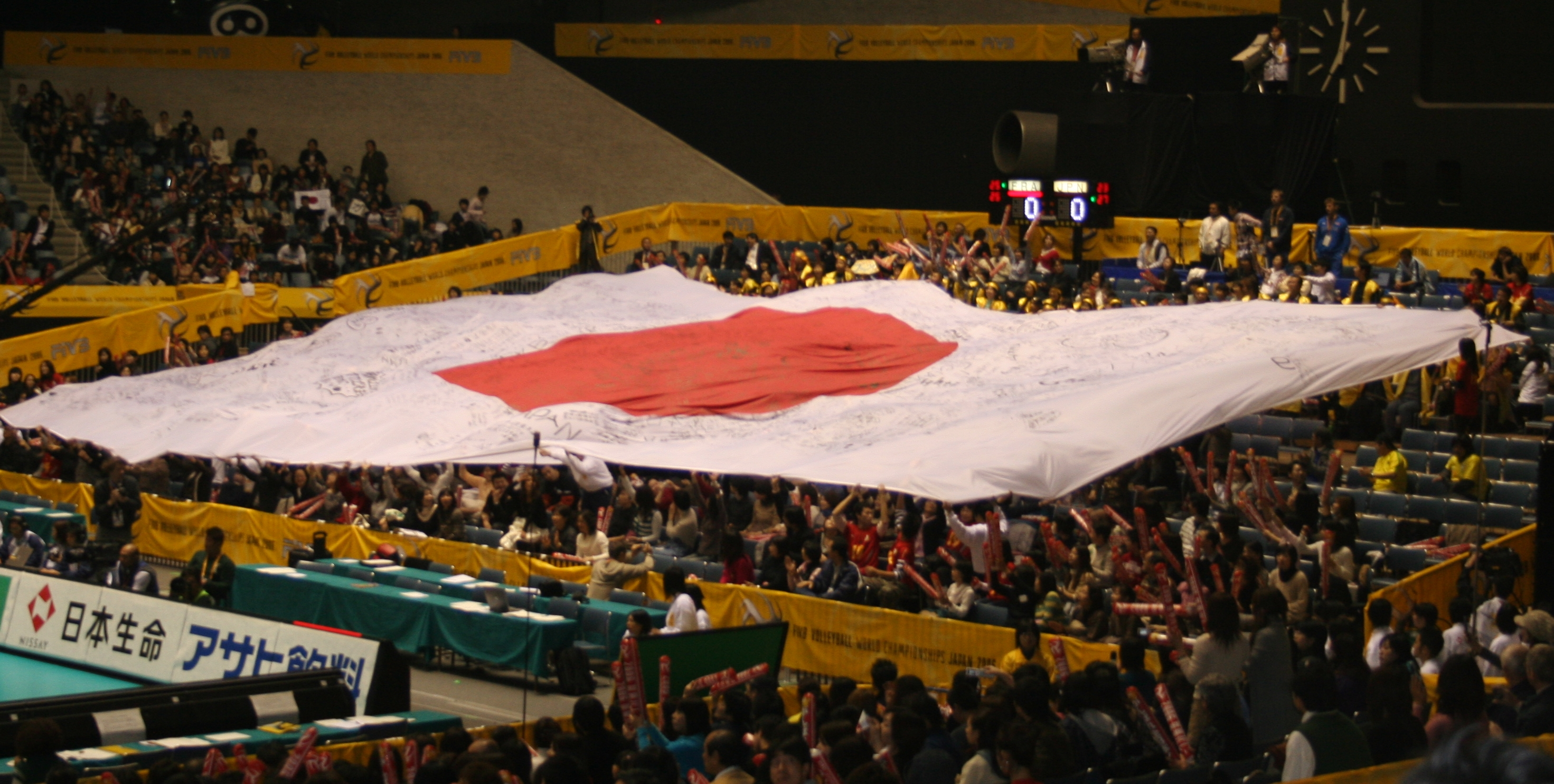
پرچم طرفداران ژاپن.

- تمام زمان‌ها براساس زمان استاندارد ژاپن (یوتی‌سی ۹:۰۰+) می‌باشد.
- چهار تیم برتر هر گروه به دور دوم راه پیدا می‌کردند.

|  | راه‌یافته به دور دوم |

### گروه A
|      |           |          | مسابقات | مسابقات | ست‌ها | ست‌ها | ست‌ها  | امتیازها | امتیازها | امتیازها |
| رتبه | تیم       | امتیازها | برد     | باخت    | برد  | باخت | نسبت  | برد      | باخت     | نسبت     |
| ---- | --------- | -------- | ------- | ------- | ---- | ---- | ----- | -------- | -------- | -------- |
| ۱    | لهستان    | ۱۰       | ۵       | ۰       | ۱۵   | ۰    | MAX   | ۳۷۶      | ۳۱۲      | ۱٫۲۰۵    |
| ۲    | ژاپن      | ۸        | ۳       | ۲       | ۱۱   | ۱۰   | ۱٫۱۰۰ | ۴۸۸      | ۴۷۶      | ۱٫۰۲۵    |
| ۳    | آرژانتین  | ۷        | ۲       | ۳       | ۹    | ۱۲   | ۰٫۷۵۰ | ۴۸۷      | ۴۸۵      | ۱٫۰۰۴    |
| ۴    | پورتوریکو | ۷        | ۲       | ۳       | ۹    | ۱۲   | ۰٫۷۵۰ | ۴۹۰      | ۴۹۳      | ۰٫۹۹۴    |
| ۵    | چین       | ۷        | ۲       | ۳       | ۹    | ۱۳   | ۰٫۶۹۲ | ۴۷۳      | ۴۹۹      | ۰٫۹۴۸    |
| ۶    | مصر       | ۶        | ۱       | ۴       | ۸    | ۱۴   | ۰٫۵۷۱ | ۴۷۰      | ۵۱۹      | ۰٫۹۰۶    |

| تاریخ     | ساعت  |           | امتیاز |           | ست ۱  | ست ۲  | ست ۳  | ست ۴  | ست ۵  | مجموع   | گزارش |
| --------- | ----- | --------- | ------ | --------- | ----- | ----- | ----- | ----- | ----- | ------- | ----- |
| ۱۷ نوامبر | ۱۳:۰۰ | لهستان    | ۳–۰    | چین       | ۲۵–۲۱ | ۲۵–۲۰ | ۲۵–۲۱ |       |       | ۷۵–۶۲   | P2 P3 |
| ۱۷ نوامبر | ۱۵:۰۰ | پورتوریکو | ۳–۲    | آرژانتین  | ۱۹–۲۵ | ۳۴–۳۲ | ۲۸–۲۶ | ۲۱–۲۵ | ۱۵–۱۳ | ۱۱۷–۱۲۱ | P2 P3 |
| ۱۷ نوامبر | ۱۸:۰۰ | مصر       | ۲–۳    | ژاپن      | ۱۳–۲۵ | ۲۱–۲۵ | ۲۶–۲۴ | ۲۶–۲۴ | ۱۲–۱۵ | ۹۸–۱۱۳  | P2 P3 |
| ۱۸ نوامبر | ۱۳:۰۰ | آرژانتین  | ۰–۳    | لهستان    | ۲۱–۲۵ | ۲۲–۲۵ | ۲۲–۲۵ |       |       | ۶۵–۷۵   | P2 P3 |
| ۱۸ نوامبر | ۱۵:۰۰ | مصر       | ۳–۲    | پورتوریکو | ۲۷–۲۹ | ۱۹–۲۵ | ۲۵–۲۱ | ۲۵–۲۰ | ۱۵–۱۲ | ۱۱۱–۱۰۷ | P2 P3 |
| ۱۸ نوامبر | ۱۸:۰۰ | ژاپن      | ۲–۳    | چین       | ۲۵–۲۲ | ۲۲–۲۵ | ۲۰–۲۵ | ۲۵–۲۳ | ۱۳–۱۵ | ۱۰۵–۱۱۰ | P2 P3 |
| ۱۹ نوامبر | ۱۳:۰۰ | چین       | ۲–۳    | آرژانتین  | ۲۵–۲۲ | ۲۱–۲۵ | ۲۵–۱۷ | ۱۷–۲۵ | ۱۵–۱۷ | ۱۰۳–۱۰۶ | P2 P3 |
| ۱۹ نوامبر | ۱۵:۲۰ | لهستان    | ۳–۰    | مصر       | ۲۵–۱۳ | ۲۵–۱۹ | ۲۶–۲۴ |       |       | ۷۶–۵۶   | P2 P3 |
| ۱۹ نوامبر | ۱۸:۰۰ | پورتوریکو | ۱–۳    | ژاپن      | ۲۳–۲۵ | ۲۰–۲۵ | ۲۵–۲۱ | ۳۴–۳۶ |       | ۱۰۲–۱۰۷ | P2 P3 |
| ۲۱ نوامبر | ۱۳:۰۰ | مصر       | ۲–۳    | چین       | ۲۵–۲۲ | ۲۵–۲۲ | ۳۰–۳۲ | ۲۰–۲۵ | ۱۶–۱۸ | ۱۱۶–۱۱۹ | P2 P3 |
| ۲۱ نوامبر | ۱۵:۳۰ | پورتوریکو | ۰–۳    | لهستان    | ۲۲–۲۵ | ۲۲–۲۵ | ۲۳–۲۵ |       |       | ۶۷–۷۵   | P2 P3 |
| ۲۱ نوامبر | ۱۸:۰۰ | ژاپن      | ۳–۱    | آرژانتین  | ۲۵–۱۶ | ۲۲–۲۵ | ۲۷–۲۵ | ۲۷–۲۵ |       | ۱۰۱–۹۱  | P2 P3 |
| ۲۲ نوامبر | ۱۳:۰۰ | چین       | ۱–۳    | پورتوریکو | ۱۷–۲۵ | ۱۳–۲۵ | ۲۵–۲۱ | ۲۴–۲۶ |       | ۷۹–۹۷   | P2 P3 |
| ۲۲ نوامبر | ۱۵:۰۵ | آرژانتین  | ۳–۱    | مصر       | ۲۵–۱۸ | ۲۹–۳۱ | ۲۵–۲۰ | ۲۵–۲۰ |       | ۱۰۴–۸۹  | P2 P3 |
| ۲۲ نوامبر | ۱۸:۰۰ | لهستان    | ۳–۰    | ژاپن      | ۲۵–۱۸ | ۲۵–۲۱ | ۲۵–۲۳ |       |       | ۷۵–۶۲   | P2 P3 |

### گروه B
|      |          |          | مسابقات | مسابقات | ست‌ها | ست‌ها | ست‌ها  | امتیازها | امتیازها | امتیازها |
| رتبه | تیم      | امتیازها | برد     | باخت    | برد  | باخت | نسبت  | برد      | باخت     | نسبت     |
| ---- | -------- | -------- | ------- | ------- | ---- | ---- | ----- | -------- | -------- | -------- |
| ۱    | برزیل    | ۹        | ۴       | ۱       | ۱۳   | ۴    | ۳٫۲۵۰ | ۴۱۸      | ۳۵۰      | ۱٫۱۹۴    |
| ۲    | فرانسه   | ۹        | ۴       | ۱       | ۱۳   | ۷    | ۱٫۸۵۷ | ۴۹۱      | ۴۶۶      | ۱٫۰۵۴    |
| ۳    | آلمان    | ۹        | ۴       | ۱       | ۱۲   | ۵    | ۲٫۴۰۰ | ۴۰۹      | ۳۹۱      | ۱٫۰۴۶    |
| ۴    | کوبا     | ۷        | ۲       | ۳       | ۸    | ۱۱   | ۰٫۷۲۷ | ۴۰۱      | ۴۲۴      | ۰٫۹۴۶    |
| ۵    | یونان    | ۶        | ۱       | ۴       | ۶    | ۱۳   | ۰٫۴۶۲ | ۴۰۸      | ۴۴۶      | ۰٫۹۱۵    |
| ۶    | استرالیا | ۵        | ۰       | ۵       | ۳    | ۱۵   | ۰٫۲۰۰ | ۴۰۲      | ۴۵۲      | ۰٫۸۸۹    |

| تاریخ     | ساعت  |          | امتیاز |          | ست ۱  | ست ۲  | ست ۳  | ست ۴  | ست ۵  | مجموع   | گزارش |
| --------- | ----- | -------- | ------ | -------- | ----- | ----- | ----- | ----- | ----- | ------- | ----- |
| ۱۷ نوامبر | ۱۴:۰۰ | کوبا     | ۱–۳    | برزیل    | ۲۵–۲۱ | ۱۹–۲۵ | ۱۵–۲۵ | ۲۲–۲۵ |       | ۸۱–۹۶   | P2 P3 |
| ۱۷ نوامبر | ۱۶:۱۵ | یونان    | ۱–۳    | فرانسه   | ۲۲–۲۵ | ۲۲–۲۵ | ۲۵–۲۲ | ۱۷–۲۵ |       | ۸۶–۹۷   | P2 P3 |
| ۱۷ نوامبر | ۱۸:۴۰ | آلمان    | ۳–۱    | استرالیا | ۲۰–۲۵ | ۲۵–۲۲ | ۲۵–۲۱ | ۳۰–۲۸ |       | ۱۰۰–۹۶  | P2 P3 |
| ۱۸ نوامبر | ۱۴:۰۰ | برزیل    | ۳–۰    | یونان    | ۲۵–۱۹ | ۲۵–۱۸ | ۲۵–۱۶ |       |       | ۷۵–۵۳   | P2 P3 |
| ۱۸ نوامبر | ۱۶:۰۰ | استرالیا | ۱–۳    | فرانسه   | ۲۳–۲۵ | ۲۸–۳۰ | ۲۶–۲۴ | ۲۴–۲۶ |       | ۱۰۱–۱۰۵ | P2 P3 |
| ۱۸ نوامبر | ۱۸:۴۰ | آلمان    | ۳–۰    | کوبا     | ۲۵–۱۴ | ۲۵–۲۳ | ۲۵–۲۰ |       |       | ۷۵–۵۷   | P2 P3 |
| ۱۹ نوامبر | ۱۴:۰۰ | کوبا     | ۳–۰    | استرالیا | ۲۵–۱۵ | ۲۵–۱۹ | ۲۵–۲۰ |       |       | ۷۵–۵۴   | P2 P3 |
| ۱۹ نوامبر | ۱۶:۰۰ | یونان    | ۰–۳    | آلمان    | ۲۲–۲۵ | ۲۶–۲۸ | ۲۱–۲۵ |       |       | ۶۹–۷۸   | P2 P3 |
| ۱۹ نوامبر | ۱۸:۰۵ | فرانسه   | ۳–۱    | برزیل    | ۲۰–۲۵ | ۲۵–۲۲ | ۲۵–۲۳ | ۲۹–۲۷ |       | ۹۹–۹۷   | P2 P3 |
| ۲۱ نوامبر | ۱۴:۰۰ | کوبا     | ۳–۲    | یونان    | ۲۵–۱۹ | ۲۰–۲۵ | ۲۵–۲۲ | ۲۱–۲۵ | ۱۵–۱۲ | ۱۰۶–۱۰۳ | P2 P3 |
| ۲۱ نوامبر | ۱۶:۳۵ | استرالیا | ۰–۳    | برزیل    | ۱۹–۲۵ | ۱۹–۲۵ | ۲۳–۲۵ |       |       | ۶۱–۷۵   | P2 P3 |
| ۲۱ نوامبر | ۱۸:۲۵ | آلمان    | ۳–۱    | فرانسه   | ۲۲–۲۵ | ۲۵–۲۱ | ۲۸–۲۶ | ۲۵–۲۲ |       | ۱۰۰–۹۴  | P2 P3 |
| ۲۲ نوامبر | ۱۴:۰۰ | برزیل    | ۳–۰    | آلمان    | ۲۵–۱۳ | ۲۵–۲۱ | ۲۵–۲۲ |       |       | ۷۵–۵۶   | P2 P3 |
| ۲۲ نوامبر | ۱۶:۰۰ | فرانسه   | ۳–۱    | کوبا     | ۲۵–۲۱ | ۲۵–۱۹ | ۲۱–۲۵ | ۲۵–۱۷ |       | ۹۶–۸۲   | P2 P3 |
| ۲۲ نوامبر | ۱۸:۲۰ | یونان    | ۳–۱    | استرالیا | ۲۵–۲۰ | ۲۵–۲۲ | ۲۲–۲۵ | ۲۵–۲۳ |       | ۹۷–۹۰   | P2 P3 |

### گروه C
|      |                     |          | مسابقات | مسابقات | ست‌ها | ست‌ها | ست‌ها  | امتیازها | امتیازها | امتیازها |
| رتبه | تیم                 | امتیازها | برد     | باخت    | برد  | باخت | نسبت  | برد      | باخت     | نسبت     |
| ---- | ------------------- | -------- | ------- | ------- | ---- | ---- | ----- | -------- | -------- | -------- |
| ۱    | بلغارستان           | ۱۰       | ۵       | ۰       | ۱۵   | ۴    | ۳٫۷۵۰ | ۴۴۹      | ۳۹۸      | ۱٫۱۲۸    |
| ۲    | ایتالیا             | ۹        | ۴       | ۱       | ۱۴   | ۶    | ۲٫۳۳۳ | ۴۶۳      | ۴۰۲      | ۱٫۱۵۲    |
| ۳    | چک                  | ۷        | ۲       | ۳       | ۸    | ۹    | ۰٫۸۸۹ | ۳۸۶      | ۳۷۷      | ۱٫۰۲۴    |
| ۴    | ایالات متحده آمریکا | ۷        | ۲       | ۳       | ۸    | ۱۰   | ۰٫۸۰۰ | ۴۰۰      | ۴۲۰      | ۰٫۹۵۲    |
| ۵    | ونزوئلا             | ۷        | ۲       | ۳       | ۸    | ۱۱   | ۰٫۷۲۷ | ۴۰۱      | ۴۳۳      | ۰٫۹۲۶    |
| ۶    | ایران               | ۵        | ۰       | ۵       | ۲    | ۱۵   | ۰٫۱۳۳ | ۳۵۰      | ۴۱۹      | ۰٫۸۳۵    |

| تاریخ     | ساعت  |                     | امتیاز |                     | ست ۱  | ست ۲  | ست ۳  | ست ۴  | ست ۵ | مجموع  | گزارش |
| --------- | ----- | ------------------- | ------ | ------------------- | ----- | ----- | ----- | ----- | ---- | ------ | ----- |
| ۱۷ نوامبر | ۱۴:۰۰ | ایالات متحده آمریکا | ۱–۳    | ونزوئلا             | ۱۸–۲۵ | ۲۵–۲۰ | ۲۱–۲۵ | ۱۸–۲۵ |      | ۸۲–۹۵  | P2 P3 |
| ۱۷ نوامبر | ۱۶:۲۸ | چک                  | ۳–۰    | ایران               | ۲۵–۲۳ | ۲۵–۱۹ | ۲۵–۲۲ |       |      | ۷۵–۶۴  | P2 P3 |
| ۱۷ نوامبر | ۱۸:۲۵ | ایتالیا             | ۲–۳    | بلغارستان           | ۲۵–۲۰ | ۲۴–۲۶ | ۱۶–۲۵ | ۲۵–۱۶ | ۸–۱۵ | ۹۸–۱۰۲ | P2 P3 |
| ۱۸ نوامبر | ۱۴:۰۱ | ایران               | ۱–۳    | ونزوئلا             | ۲۰–۲۵ | ۲۵–۲۳ | ۱۷–۲۵ | ۲۰–۲۵ |      | ۸۲–۹۸  | P2 P3 |
| ۱۸ نوامبر | ۱۶:۲۵ | چک                  | ۰–۳    | ایتالیا             | ۲۲–۲۵ | ۱۹–۲۵ | ۲۳–۲۵ |       |      | ۶۴–۷۵  | P2 P3 |
| ۱۸ نوامبر | ۱۸:۲۱ | بلغارستان           | ۳–۰    | ایالات متحده آمریکا | ۳۰–۲۸ | ۲۵–۲۲ | ۲۵–۲۱ |       |      | ۸۰–۷۱  | P2 P3 |
| ۱۹ نوامبر | ۱۴:۰۱ | ایالات متحده آمریکا | ۳–۱    | چک                  | ۲۵–۱۶ | ۱۵–۲۵ | ۲۵–۲۰ | ۲۵–۲۳ |      | ۹۰–۸۴  | P2 P3 |
| ۱۹ نوامبر | ۱۶:۲۰ | ونزوئلا             | ۱–۳    | بلغارستان           | ۲۵–۲۲ | ۱۷–۲۵ | ۲۲–۲۵ | ۱۷–۲۵ |      | ۸۱–۹۷  | P2 P3 |
| ۱۹ نوامبر | ۱۸:۴۶ | ایتالیا             | ۳–۱    | ایران               | ۲۵–۱۵ | ۲۱–۲۵ | ۲۵–۲۱ | ۲۵–۱۹ |      | ۹۶–۸۰  | P2 P3 |
| ۲۱ نوامبر | ۱۴:۰۰ | ایران               | ۰–۳    | بلغارستان           | ۱۹–۲۵ | ۱۸–۲۵ | ۲۳–۲۵ |       |      | ۶۰–۷۵  | P2 P3 |
| ۲۱ نوامبر | ۱۶:۰۰ | چک                  | ۳–۰    | ونزوئلا             | ۲۵–۲۰ | ۲۵–۱۴ | ۲۵–۱۹ |       |      | ۷۵–۵۳  | P2 P3 |
| ۲۱ نوامبر | ۱۸:۰۰ | ایتالیا             | ۳–۱    | ایالات متحده آمریکا | ۲۲–۲۵ | ۲۵–۱۷ | ۲۵–۲۲ | ۲۵–۱۸ |      | ۹۷–۸۲  | P2 P3 |
| ۲۲ نوامبر | ۱۴:۰۰ | بلغارستان           | ۳–۱    | چک                  | ۲۰–۲۵ | ۲۵–۲۲ | ۲۵–۲۰ | ۲۵–۲۱ |      | ۹۵–۸۸  | P2 P3 |
| ۲۲ نوامبر | ۱۶:۲۵ | ایالات متحده آمریکا | ۳–۰    | ایران               | ۲۵–۱۹ | ۲۵–۲۲ | ۲۵–۲۳ |       |      | ۷۵–۶۴  | P2 P3 |
| ۲۲ نوامبر | ۱۸:۲۶ | ونزوئلا             | ۱–۳    | ایتالیا             | ۱۳–۲۵ | ۲۵–۲۲ | ۲۱–۲۵ | ۱۵–۲۵ |      | ۷۴–۹۷  | P2 P3 |

### گروه D
|      |                     |          | مسابقات | مسابقات | ست‌ها | ست‌ها | ست‌ها  | امتیازها | امتیازها | امتیازها |
| رتبه | تیم                 | امتیازها | برد     | باخت    | برد  | باخت | نسبت  | برد      | باخت     | نسبت     |
| ---- | ------------------- | -------- | ------- | ------- | ---- | ---- | ----- | -------- | -------- | -------- |
| ۱    | صربستان و مونته‌نگرو | ۱۰       | ۵       | ۰       | ۱۵   | ۲    | ۷٫۵۰۰ | ۴۲۰      | ۳۳۹      | ۱٫۲۳۹    |
| ۲    | روسیه               | ۹        | ۴       | ۱       | ۱۲   | ۳    | ۴٫۰۰۰ | ۳۶۷      | ۲۹۶      | ۱٫۲۴۰    |
| ۳    | کانادا              | ۸        | ۳       | ۲       | ۹    | ۹    | ۱٫۰۰۰ | ۴۰۳      | ۴۰۹      | ۰٫۹۸۵    |
| ۴    | تونس                | ۷        | ۲       | ۳       | ۸    | ۱۱   | ۰٫۷۲۷ | ۴۰۶      | ۴۴۵      | ۰٫۹۱۲    |
| ۵    | کرهٔ جنوبی           | ۶        | ۱       | ۴       | ۷    | ۱۳   | ۰٫۵۳۸ | ۴۳۳      | ۴۶۹      | ۰٫۹۲۳    |
| ۶    | قزاقستان            | ۵        | ۰       | ۵       | ۲    | ۱۵   | ۰٫۱۳۳ | ۳۵۱      | ۴۲۲      | ۰٫۸۳۲    |

| تاریخ     | ساعت  |                     | امتیاز |                     | ست ۱  | ست ۲  | ست ۳  | ست ۴  | ست ۵  | مجموع   | گزارش |
| --------- | ----- | ------------------- | ------ | ------------------- | ----- | ----- | ----- | ----- | ----- | ------- | ----- |
| ۱۷ نوامبر | ۱۴:۰۰ | کانادا              | ۳–۰    | قزاقستان            | ۲۵–۲۱ | ۲۶–۲۴ | ۲۵–۲۱ |       |       | ۷۶–۶۶   | P2 P3 |
| ۱۷ نوامبر | ۱۶:۰۰ | روسیه               | ۰–۳    | صربستان و مونته‌نگرو | ۲۲–۲۵ | ۱۸–۲۵ | ۲۳–۲۵ |       |       | ۶۳–۷۵   | P2 P3 |
| ۱۷ نوامبر | ۱۸:۰۰ | تونس                | ۳–۲    | کرهٔ جنوبی           | ۲۵–۲۲ | ۲۴–۲۶ | ۱۷–۲۵ | ۲۸–۲۶ | ۱۵–۱۳ | ۱۰۹–۱۱۲ | P2 P3 |
| ۱۸ نوامبر | ۱۴:۰۰ | روسیه               | ۳–۰    | تونس                | ۲۵–۱۵ | ۲۹–۲۷ | ۲۵–۲۰ |       |       | ۷۹–۶۲   | P2 P3 |
| ۱۸ نوامبر | ۱۶:۰۰ | صربستان و مونته‌نگرو | ۳–۱    | قزاقستان            | ۲۵–۱۶ | ۲۲–۲۵ | ۲۵–۱۸ | ۲۵–۲۲ |       | ۹۷–۸۱   | P2 P3 |
| ۱۸ نوامبر | ۱۸:۱۰ | کرهٔ جنوبی           | ۱–۳    | کانادا              | ۲۸–۲۶ | ۲۳–۲۵ | ۱۶–۲۵ | ۲۳–۲۵ |       | ۹۰–۱۰۱  | P2 P3 |
| ۱۹ نوامبر | ۱۴:۰۰ | قزاقستان            | ۱–۳    | کرهٔ جنوبی           | ۲۲–۲۵ | ۲۵–۲۳ | ۱۸–۲۵ | ۲۱–۲۵ |       | ۸۶–۹۸   | P2 P3 |
| ۱۹ نوامبر | ۱۶:۱۵ | تونس                | ۰–۳    | صربستان و مونته‌نگرو | ۲۱–۲۵ | ۱۲–۲۵ | ۲۳–۲۵ |       |       | ۵۶–۷۵   | P2 P3 |
| ۱۹ نوامبر | ۱۸:۰۰ | کانادا              | ۰–۳    | روسیه               | ۱۹–۲۵ | ۲۰–۲۵ | ۲۱–۲۵ |       |       | ۶۰–۷۵   | P2 P3 |
| ۲۱ نوامبر | ۱۴:۰۰ | تونس                | ۲–۳    | کانادا              | ۱۵–۲۵ | ۲۹–۲۷ | ۲۵–۲۱ | ۲۱–۲۵ | ۱۳–۱۵ | ۱۰۳–۱۱۳ | P2 P3 |
| ۲۱ نوامبر | ۱۶:۳۵ | صربستان و مونته‌نگرو | ۳–۱    | کرهٔ جنوبی           | ۲۵–۲۲ | ۲۳–۲۵ | ۲۵–۲۱ | ۲۵–۱۸ |       | ۹۸–۸۶   | P2 P3 |
| ۲۱ نوامبر | ۱۸:۵۰ | روسیه               | ۳–۰    | قزاقستان            | ۲۵–۱۶ | ۲۵–۱۸ | ۲۵–۱۸ |       |       | ۷۵–۵۲   | P2 P3 |
| ۲۲ نوامبر | ۱۴:۰۰ | قزاقستان            | ۰–۳    | تونس                | ۱۹–۲۵ | ۲۳–۲۵ | ۲۴–۲۶ |       |       | ۶۶–۷۶   | P2 P3 |
| ۲۲ نوامبر | ۱۶:۰۰ | کانادا              | ۰–۳    | صربستان و مونته‌نگرو | ۱۸–۲۵ | ۱۸–۲۵ | ۱۷–۲۵ |       |       | ۵۳–۷۵   | P2 P3 |
| ۲۲ نوامبر | ۱۸:۰۰ | کرهٔ جنوبی           | ۰–۳    | روسیه               | ۱۳–۲۵ | ۲۱–۲۵ | ۱۳–۲۵ |       |       | ۴۷–۷۵   | P2 P3 |

## دور دوم
- تمام زمان‌ها براساس زمان استاندارد ژاپن (یوتی‌سی ۹:۰۰+) می‌باشد.
- تمام نتایج و امتیازات کسب شده توسط تیم‌های رقیب در دور یکم، در دور دوم نیز محاسبه و منظور گردید.
- دو تیم برتر هر گروه به دور نیمه‌نهایی راه یافتند. تیم‌های سوم و چهارم هر گروه به دور نیمه‌نهایی پنجم تا هشتم راه یافتند, تیم‌های پنجم و ششم هر گروه به دور نیمه‌نهایی نهم تا دوازدهم راه یافتند,

|  | راه‌یافته به نیمه‌نهایی‌ها                 |
|  | راه‌یافته به نیمه‌نهایی‌های پنجم تا هشتم   |
|  | راه‌یافته به نیمه‌نهایی‌های نهم تا دوازدهم |

### گروه E
|      |                     |          | مسابقات | مسابقات | ست‌ها | ست‌ها | ست‌ها   | امتیازها | امتیازها | امتیازها |
| رتبه | تیم                 | امتیازها | برد     | باخت    | برد  | باخت | نسبت   | برد      | باخت     | نسبت     |
| ---- | ------------------- | -------- | ------- | ------- | ---- | ---- | ------ | -------- | -------- | -------- |
| ۱    | لهستان              | ۱۴       | ۷       | ۰       | ۲۱   | ۲    | ۱۰٫۵۰۰ | ۵۵۶      | ۴۷۹      | ۱٫۱۶۱    |
| ۲    | صربستان و مونته‌نگرو | ۱۳       | ۶       | ۱       | ۱۸   | ۵    | ۳٫۶۰۰  | ۵۶۱      | ۴۷۹      | ۱٫۱۷۱    |
| ۳    | روسیه               | ۱۲       | ۵       | ۲       | ۱۷   | ۶    | ۲٫۸۳۳  | ۵۴۵      | ۴۶۱      | ۱٫۱۸۲    |
| ۴    | ژاپن                | ۱۱       | ۴       | ۳       | ۱۲   | ۱۴   | ۰٫۸۵۷  | ۶۰۰      | ۶۰۷      | ۰٫۹۸۸    |
| ۵    | پورتوریکو           | ۹        | ۲       | ۵       | ۱۰   | ۱۷   | ۰٫۵۸۸  | ۶۲۵      | ۶۵۴      | ۰٫۹۵۶    |
| ۶    | کانادا              | ۹        | ۲       | ۵       | ۷    | ۱۹   | ۰٫۳۶۸  | ۵۲۷      | ۶۰۵      | ۰٫۸۷۱    |
| ۷    | آرژانتین            | ۸        | ۱       | ۶       | ۹    | ۲۰   | ۰٫۴۵۰  | ۶۲۱      | ۶۷۴      | ۰٫۹۲۱    |
| ۸    | تونس                | ۸        | ۱       | ۶       | ۹    | ۲۰   | ۰٫۴۵۰  | ۶۱۲      | ۶۸۸      | ۰٫۸۹۰    |

| تاریخ     | ساعت  |           | امتیاز |                     | ست ۱  | ست ۲  | ست ۳  | ست ۴  | ست ۵  | مجموع   | گزارش |
| --------- | ----- | --------- | ------ | ------------------- | ----- | ----- | ----- | ----- | ----- | ------- | ----- |
| ۲۵ نوامبر | ۱۱:۰۰ | آرژانتین  | ۰–۳    | روسیه               | ۱۸–۲۵ | ۲۰–۲۵ | ۱۴–۲۵ |       |       | ۵۲–۷۵   | P2 P3 |
| ۲۵ نوامبر | ۱۳:۰۰ | پورتوریکو | ۱–۳    | صربستان و مونته‌نگرو | ۱۸–۲۵ | ۲۳–۲۵ | ۲۵–۲۰ | ۲۳–۲۵ |       | ۸۹–۹۵   | P2 P3 |
| ۲۵ نوامبر | ۱۵:۰۵ | لهستان    | ۳–۰    | تونس                | ۲۵–۲۲ | ۲۵–۱۸ | ۲۵–۲۳ |       |       | ۷۵–۶۳   | P2 P3 |
| ۲۵ نوامبر | ۱۸:۰۰ | ژاپن      | ۳–۱    | کانادا              | ۲۳–۲۵ | ۲۵–۲۱ | ۲۵–۱۷ | ۲۵–۲۲ |       | ۹۸–۸۵   | P2 P3 |
| ۲۶ نوامبر | ۱۱:۰۰ | آرژانتین  | ۱–۳    | صربستان و مونته‌نگرو | ۱۸–۲۵ | ۱۶–۲۵ | ۲۶–۲۴ | ۱۷–۲۵ |       | ۷۷–۹۹   | P2 P3 |
| ۲۶ نوامبر | ۱۳:۰۵ | لهستان    | ۳–۰    | کانادا              | ۲۵–۲۱ | ۲۵–۱۷ | ۲۵–۱۷ |       |       | ۷۵–۵۵   | P2 P3 |
| ۲۶ نوامبر | ۱۵:۰۰ | پورتوریکو | ۰–۳    | روسیه               | ۲۰–۲۵ | ۱۶–۲۵ | ۱۵–۲۵ |       |       | ۵۱–۷۵   | P2 P3 |
| ۲۶ نوامبر | ۱۸:۰۰ | ژاپن      | ۳–۲    | تونس                | ۲۳–۲۵ | ۲۳–۲۵ | ۲۵–۲۲ | ۲۵–۲۳ | ۱۵–۶  | ۱۱۱–۱۰۱ | P2 P3 |
| ۲۸ نوامبر | ۱۱:۰۰ | پورتوریکو | ۳–۰    | کانادا              | ۲۵–۲۲ | ۲۵–۲۱ | ۲۵–۱۶ |       |       | ۷۵–۵۹   | P2 P3 |
| ۲۸ نوامبر | ۱۳:۰۰ | آرژانتین  | ۳–۲    | تونس                | ۲۵–۲۰ | ۲۵–۲۷ | ۲۱–۲۵ | ۲۵–۲۱ | ۱۵–۱۲ | ۱۱۱–۱۰۵ | P2 P3 |
| ۲۸ نوامبر | ۱۵:۲۵ | لهستان    | ۳–۲    | روسیه               | ۱۹–۲۵ | ۱۹–۲۵ | ۲۵–۲۲ | ۲۵–۲۰ | ۱۵–۱۱ | ۱۰۳–۱۰۳ | P2 P3 |
| ۲۸ نوامبر | ۱۸:۰۷ | ژاپن      | ۰–۳    | صربستان و مونته‌نگرو | ۲۶–۲۸ | ۱۶–۲۵ | ۲۱–۲۵ |       |       | ۶۳–۷۸   | P2 P3 |
| ۲۹ نوامبر | ۱۱:۰۰ | آرژانتین  | ۲–۳    | کانادا              | ۲۵–۱۹ | ۲۵–۱۸ | ۲۱–۲۵ | ۲۰–۲۵ | ۱۳–۱۵ | ۱۰۴–۱۰۲ | P2 P3 |
| ۲۹ نوامبر | ۱۳:۲۵ | پورتوریکو | ۲–۳    | تونس                | ۴۰–۳۸ | ۲۶–۲۸ | ۲۵–۱۶ | ۲۲–۲۵ | ۱۱–۱۵ | ۱۲۴–۱۲۲ | P2 P3 |
| ۲۹ نوامبر | ۱۶:۰۵ | لهستان    | ۳–۰    | صربستان و مونته‌نگرو | ۲۸–۲۶ | ۲۵–۱۹ | ۲۵–۱۹ |       |       | ۷۸–۶۴   | P2 P3 |
| ۲۹ نوامبر | ۱۸:۰۵ | ژاپن      | ۰–۳    | روسیه               | ۲۰–۲۵ | ۱۸–۲۵ | ۲۰–۲۵ |       |       | ۵۸–۷۵   | P2 P3 |

### گروه F
|      |                     |          | مسابقات | مسابقات | ست‌ها | ست‌ها | ست‌ها  | امتیازها | امتیازها | امتیازها |
| رتبه | تیم                 | امتیازها | برد     | باخت    | برد  | باخت | نسبت  | برد      | باخت     | نسبت     |
| ---- | ------------------- | -------- | ------- | ------- | ---- | ---- | ----- | -------- | -------- | -------- |
| ۱    | برزیل               | ۱۳       | ۶       | ۱       | ۱۹   | ۵    | ۳٫۸۰۰ | ۵۸۹      | ۵۱۰      | ۱٫۱۵۵    |
| ۲    | بلغارستان           | ۱۳       | ۶       | ۱       | ۱۹   | ۹    | ۲٫۱۱۱ | ۶۴۵      | ۶۰۱      | ۱٫۰۷۳    |
| ۳    | فرانسه              | ۱۲       | ۵       | ۲       | ۱۸   | ۱۲   | ۱٫۵۰۰ | ۶۷۹      | ۶۴۰      | ۱٫۰۶۱    |
| ۴    | ایتالیا             | ۱۱       | ۴       | ۳       | ۱۶   | ۱۱   | ۱٫۴۵۵ | ۶۰۶      | ۵۶۴      | ۱٫۰۷۴    |
| ۵    | ایالات متحده آمریکا | ۱۰       | ۳       | ۴       | ۱۲   | ۱۵   | ۰٫۸۰۰ | ۵۷۹      | ۶۱۹      | ۰٫۹۳۵    |
| ۶    | آلمان               | ۹        | ۲       | ۵       | ۱۰   | ۱۶   | ۰٫۶۲۵ | ۵۷۷      | ۶۰۹      | ۰٫۹۴۷    |
| ۷    | چک                  | ۸        | ۱       | ۶       | ۶    | ۱۹   | ۰٫۳۱۶ | ۵۶۵      | ۶۰۲      | ۰٫۹۳۹    |
| ۸    | کوبا                | ۸        | ۱       | ۶       | ۶    | ۱۹   | ۰٫۳۱۶ | ۵۲۳      | ۶۱۸      | ۰٫۸۴۶    |

| تاریخ     | ساعت  |        | امتیاز |                     | ست ۱  | ست ۲  | ست ۳  | ست ۴  | ست ۵  | مجموع   | گزارش |
| --------- | ----- | ------ | ------ | ------------------- | ----- | ----- | ----- | ----- | ----- | ------- | ----- |
| ۲۵ نوامبر | ۱۱:۰۰ | کوبا   | ۰–۳    | بلغارستان           | ۲۲–۲۵ | ۱۸–۲۵ | ۲۰–۲۵ |       |       | ۶۰–۷۵   | P2 P3 |
| ۲۵ نوامبر | ۱۳:۰۰ | برزیل  | ۳–۰    | ایالات متحده آمریکا | ۲۵–۱۹ | ۲۵–۱۸ | ۲۵–۲۳ |       |       | ۷۵–۶۰   | P2 P3 |
| ۲۵ نوامبر | ۱۵:۰۰ | فرانسه | ۳–۰    | چک                  | ۲۵–۱۹ | ۲۵–۲۳ | ۲۵–۱۸ |       |       | ۷۵–۶۰   | P2 P3 |
| ۲۵ نوامبر | ۱۸:۰۰ | آلمان  | ۰–۳    | ایتالیا             | ۲۳–۲۵ | ۲۲–۲۵ | ۱۶–۲۵ |       |       | ۶۱–۷۵   | P2 P3 |
| ۲۶ نوامبر | ۱۱:۰۰ | فرانسه | ۳–۲    | ایالات متحده آمریکا | ۱۷–۲۵ | ۲۵–۱۲ | ۲۴–۲۶ | ۲۵–۱۷ | ۱۵–۱۱ | ۱۰۶–۹۱  | P2 P3 |
| ۲۶ نوامبر | ۱۳:۳۰ | برزیل  | ۳–۰    | چک                  | ۲۵–۲۲ | ۲۵–۲۰ | ۲۶–۲۴ |       |       | ۷۶–۶۶   | P2 P3 |
| ۲۶ نوامبر | ۱۵:۲۵ | آلمان  | ۱–۳    | بلغارستان           | ۲۲–۲۵ | ۲۵–۲۳ | ۲۰–۲۵ | ۱۸–۲۵ |       | ۸۵–۹۸   | P2 P3 |
| ۲۶ نوامبر | ۱۸:۰۰ | کوبا   | ۱–۳    | ایتالیا             | ۲۰–۲۵ | ۱۵–۲۵ | ۲۵–۲۳ | ۱۵–۲۵ |       | ۷۵–۹۸   | P2 P3 |
| ۲۸ نوامبر | ۱۱:۰۰ | فرانسه | ۲–۳    | بلغارستان           | ۲۵–۲۳ | ۲۵–۲۲ | ۲۲–۲۵ | ۲۲–۲۵ | ۱۰–۱۵ | ۱۰۴–۱۱۰ | P2 P3 |
| ۲۸ نوامبر | ۱۳:۳۵ | آلمان  | ۲–۳    | ایالات متحده آمریکا | ۲۸–۳۰ | ۲۵–۱۵ | ۲۶–۲۴ | ۲۴–۲۶ | ۱۳–۱۵ | ۱۱۶–۱۱۰ | P2 P3 |
| ۲۸ نوامبر | ۱۶:۳۰ | برزیل  | ۳–۰    | ایتالیا             | ۲۵–۲۳ | ۲۵–۲۰ | ۲۵–۲۰ |       |       | ۷۵–۶۳   | P2 P3 |
| ۲۸ نوامبر | ۱۸:۲۰ | کوبا   | ۳–۱    | چک                  | ۳۱–۲۹ | ۲۶–۲۴ | ۲۴–۲۶ | ۲۶–۲۴ |       | ۱۰۷–۱۰۳ | P2 P3 |
| ۲۹ نوامبر | ۱۱:۰۰ | کوبا   | ۰–۳    | ایالات متحده آمریکا | ۲۲–۲۵ | ۱۷–۲۵ | ۲۲–۲۵ |       |       | ۶۱–۷۵   | P2 P3 |
| ۲۹ نوامبر | ۱۳:۰۰ | برزیل  | ۳–۱    | بلغارستان           | ۲۵–۲۲ | ۲۰–۲۵ | ۲۵–۲۲ | ۲۵–۱۶ |       | ۹۵–۸۵   | P2 P3 |
| ۲۹ نوامبر | ۱۵:۱۵ | آلمان  | ۱–۳    | چک                  | ۲۳–۲۵ | ۲۷–۲۵ | ۲۱–۲۵ | ۱۳–۲۵ |       | ۸۴–۱۰۰  | P2 P3 |
| ۲۹ نوامبر | ۱۸:۰۰ | فرانسه | ۳–۲    | ایتالیا             | ۲۵–۲۳ | ۲۵–۱۷ | ۱۷–۲۵ | ۲۳–۲۵ | ۱۵–۱۰ | ۱۰۵–۱۰۰ | P2 P3 |

## دور نهایی
- تمام زمان‌ها براساس زمان استاندارد ژاپن (یوتی‌سی ۹:۰۰+) هستند.

### مکان نهم تا دوازدهم

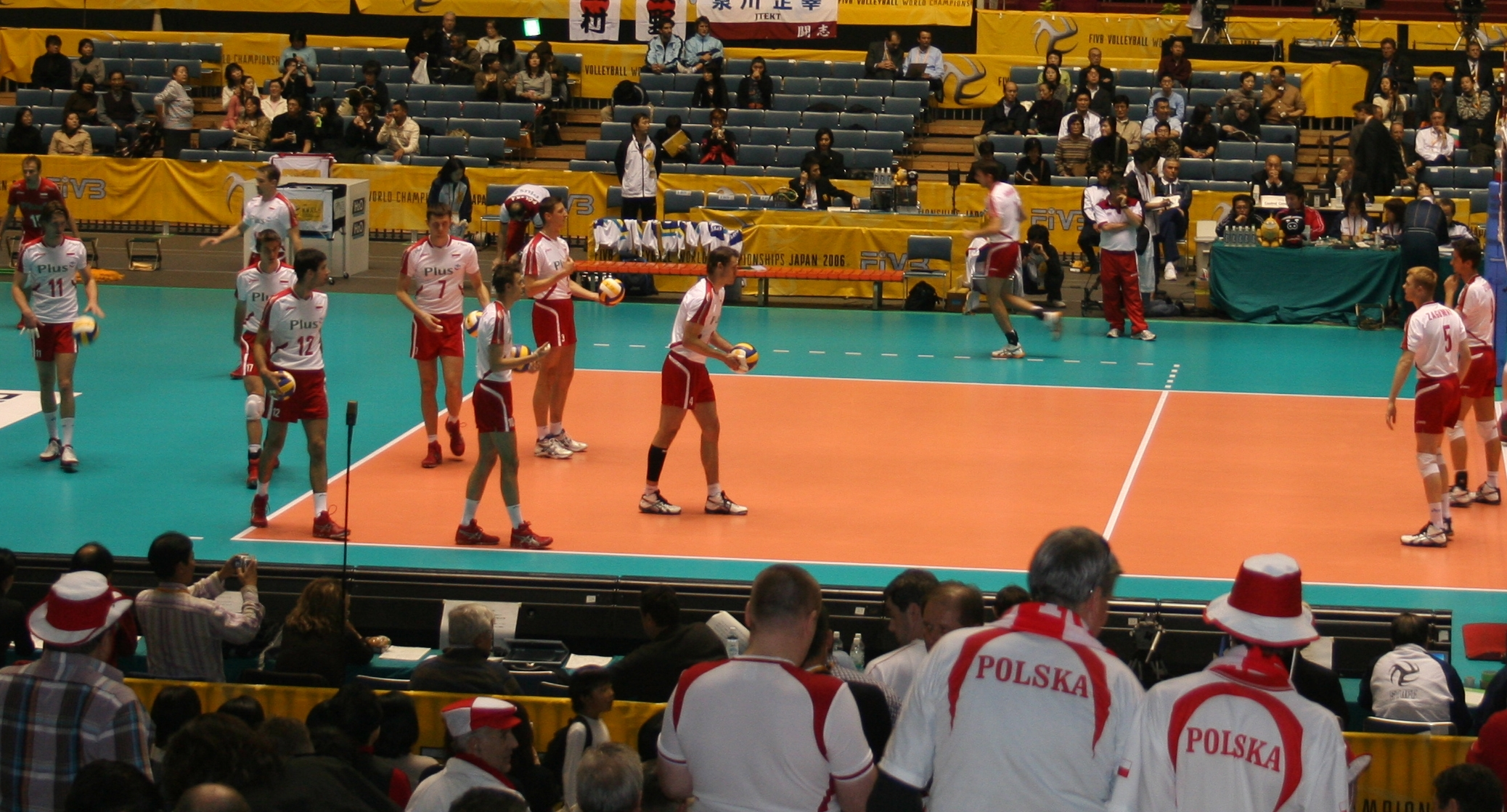
بازیکنان لهستانی در بازی دور نیمه‌نهایی

|  | نیمه‌نهایی‌های نهم تا یازدهم | نیمه‌نهایی‌های نهم تا یازدهم |                  |   | بازی مکان نهم | بازی مکان نهم |
|  |                            |                            |                  |   |               |               |
|  | ۲ دسامبر                   |                            |                  |   |               |               |
|  |                            |                            |                  |   |               |               |
|  | پورتوریکو                  | ۱                          |                  |   |               |               |
|  | پورتوریکو                  | ۱                          | ۳ دسامبر         |   |               |               |
|  | آلمان                      | ۳                          |                  |   |               |               |
|  | آلمان                      | ۳                          | آلمان            | ۳ |               |               |
|  | ۲ دسامبر                   |                            | آلمان            | ۳ |               |               |
|  |                            | ایالات متحده آمریکا        | ۲                |   |               |               |
|  | ایالات متحده آمریکا        | ایالات متحده آمریکا        | ۲                | ۳ |               |               |
|  | ایالات متحده آمریکا        |                            |                  | ۳ |               |               |
|  | کانادا                     | ۲                          |                  |   |               |               |
|  | کانادا                     | ۲                          | بازی مکان یازدهم |   |               |               |
|  |                            |                            |                  |   |               |               |
|  | ۳ دسامبر                   |                            |                  |   |               |               |
|  |                            |                            |                  |   |               |               |
|  | پورتوریکو                  | ۱                          |                  |   |               |               |
|  | پورتوریکو                  | ۱                          |                  |   |               |               |
|  | کانادا                     | ۳                          |                  |   |               |               |

#### نیمه‌نهایی‌های نهم تا دوازدهم
| تاریخ    | زمان  | ورزشگاه |                     | امتیاز |        | ست ۱  | ست ۲  | ست ۳  | ست ۴  | ست ۵ | مجموع | گزارش |
| -------- | ----- | ------- | ------------------- | ------ | ------ | ----- | ----- | ----- | ----- | ---- | ----- | ----- |
| ۲ دسامبر | ۱۴:۰۰ | TMG     | ایالات متحده آمریکا | ۳–۲    | کانادا | ۲۵–۲۱ | ۲۴–۲۶ | ۱۲–۲۵ | ۲۵–۲۱ | ۱۵–۹ | P۲ P۳ |       |
| ۲ دسامبر | ۱۶:۳۰ | TMG     | پورتوریکو           | ۱–۳    | آلمان  | ۱۹–۲۵ | ۲۵–۲۳ | ۱۹–۲۵ | ۱۸–۲۵ |      | P۲ P۳ |       |

#### بازی مکان یازدهم
| تاریخ    | زمان  | ورزشگاه |           | امتیاز |        | ست ۱  | ست ۲  | ست ۳  | ست ۴  | ست ۵ | مجموع | گزارش |
| -------- | ----- | ------- | --------- | ------ | ------ | ----- | ----- | ----- | ----- | ---- | ----- | ----- |
| ۳ دسامبر | ۱۲:۰۰ | YNG     | پورتوریکو | ۱–۳    | کانادا | ۱۷–۲۵ | ۲۵–۱۸ | ۲۲–۲۵ | ۲۱–۲۵ |      | P۲ P۳ |       |

#### بازی مکان نهم
| تاریخ    | زمان  | ورزشگاه |       | امتیاز |                     | ست ۱  | ست ۲  | ست ۳  | ست ۴  | ست ۵  | مجموع | گزارش |
| -------- | ----- | ------- | ----- | ------ | ------------------- | ----- | ----- | ----- | ----- | ----- | ----- | ----- |
| ۳ دسامبر | ۱۳:۰۰ | TMG     | آلمان | ۳–۲    | ایالات متحده آمریکا | ۲۵–۱۷ | ۲۵–۱۸ | ۲۵–۲۷ | ۲۰–۲۵ | ۱۷–۱۵ | P۲ P۳ |       |

### مکان پنجم تا هشتم

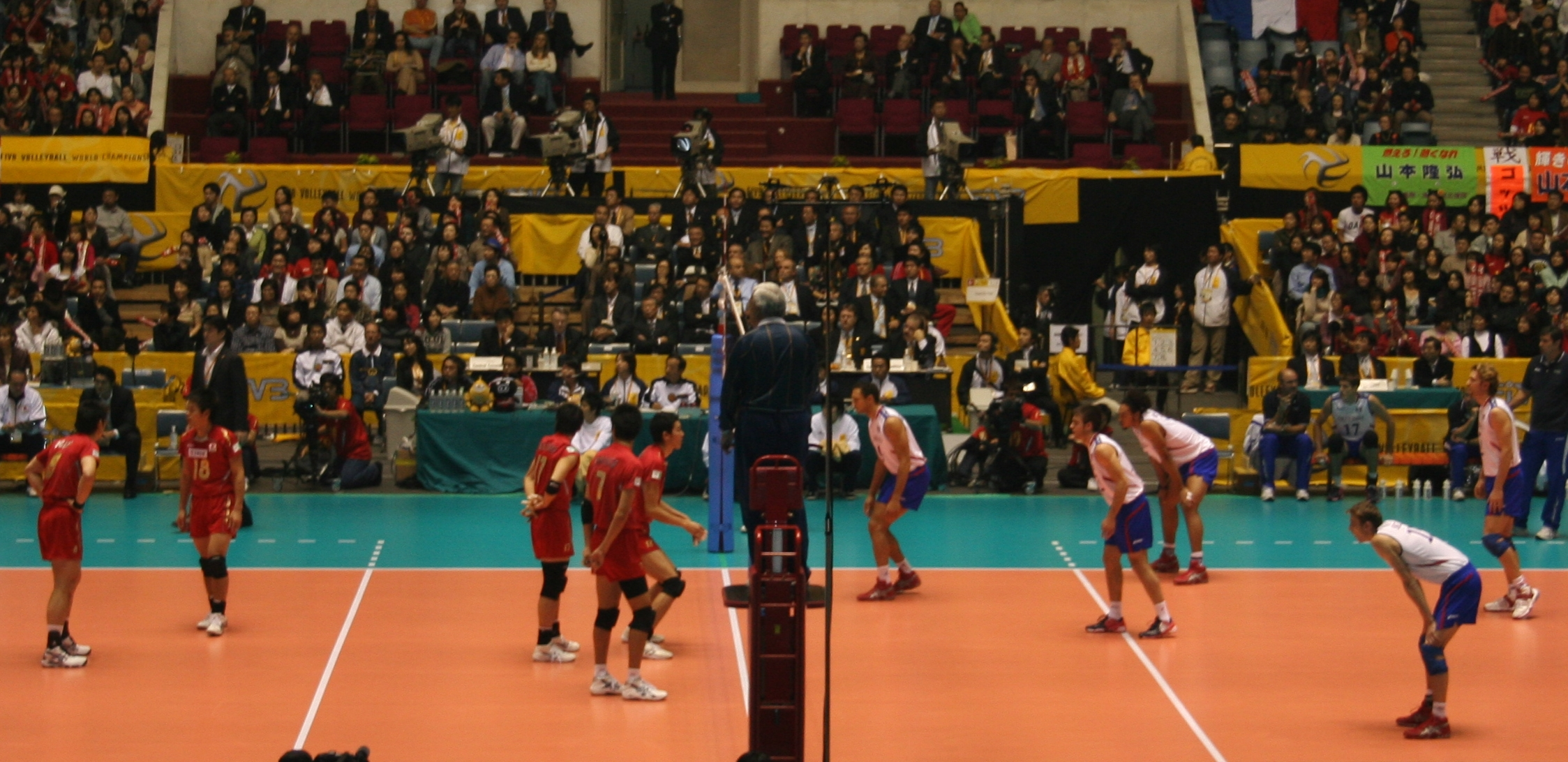
ژاپن مقابل فرانسه.

|  | نیمه‌نهایی‌های پنجم تا هشتم | نیمه‌نهایی‌های پنجم تا هشتم |                |   | بازی مکان پنجم | بازی مکان پنجم |
|  |                           |                           |                |   |                |                |
|  | ۲ دسامبر                  |                           |                |   |                |                |
|  |                           |                           |                |   |                |                |
|  | روسیه                     | ۰                         |                |   |                |                |
|  | روسیه                     | ۰                         | ۳ دسامبر       |   |                |                |
|  | ایتالیا                   | ۳                         |                |   |                |                |
|  | ایتالیا                   | ۳                         | ایتالیا        | ۳ |                |                |
|  | ۲ دسامبر                  |                           | ایتالیا        | ۳ |                |                |
|  |                           | فرانسه                    | ۰              |   |                |                |
|  | فرانسه                    | فرانسه                    | ۰              | ۳ |                |                |
|  | فرانسه                    |                           |                | ۳ |                |                |
|  | ژاپن                      | ۱                         |                |   |                |                |
|  | ژاپن                      | ۱                         | بازی مکان هفتم |   |                |                |
|  |                           |                           |                |   |                |                |
|  | ۳ دسامبر                  |                           |                |   |                |                |
|  |                           |                           |                |   |                |                |
|  | روسیه                     | ۳                         |                |   |                |                |
|  | روسیه                     | ۳                         |                |   |                |                |
|  | ژاپن                      | ۱                         |                |   |                |                |

#### نیمه‌نهایی‌های پنجم تا هشتم
| تاریخ    | زمان  | ورزشگاه |        | امتیاز |         | ست ۱  | ست ۲  | ست ۳  | ست ۴  | ست ۵ | مجموع | گزارش |
| -------- | ----- | ------- | ------ | ------ | ------- | ----- | ----- | ----- | ----- | ---- | ----- | ----- |
| ۲ دسامبر | ۱۸:۰۰ | YNG     | فرانسه | ۳–۱    | ژاپن    | ۲۵–۲۳ | ۲۵–۲۷ | ۲۵–۱۸ | ۲۵–۱۲ |      | P۲ P۳ |       |
| ۲ دسامبر | ۱۸:۵۰ | TMG     | روسیه  | ۰–۳    | ایتالیا | ۲۳–۲۵ | ۲۲–۲۵ | ۲۰–۲۵ |       |      | P۲ P۳ |       |

#### بازی مکان هفتم
| تاریخ    | زمان  | ورزشگاه |       | امتیاز |      | ست ۱  | ست ۲  | ست ۳  | ست ۴  | ست ۵ | مجموع | گزارش |
| -------- | ----- | ------- | ----- | ------ | ---- | ----- | ----- | ----- | ----- | ---- | ----- | ----- |
| ۳ دسامبر | ۱۸:۰۰ | YNG     | روسیه | ۳–۱    | ژاپن | ۲۵–۱۸ | ۲۲–۲۵ | ۲۵–۱۸ | ۲۵–۱۷ |      | P۲ P۳ |       |

#### بازی مکان پنجم
| تاریخ    | زمان  | ورزشگاه |         | امتیاز |        | ست ۱  | ست ۲  | ست ۳  | ست ۴ | ست ۵ | مجموع | گزارش |
| -------- | ----- | ------- | ------- | ------ | ------ | ----- | ----- | ----- | ---- | ---- | ----- | ----- |
| ۳ دسامبر | ۱۵:۴۰ | TMG     | ایتالیا | ۳–۰    | فرانسه | ۲۵–۱۹ | ۲۵–۱۷ | ۳۰–۲۸ |      |      | P۲ P۳ |       |

### چهار تیم نهایی

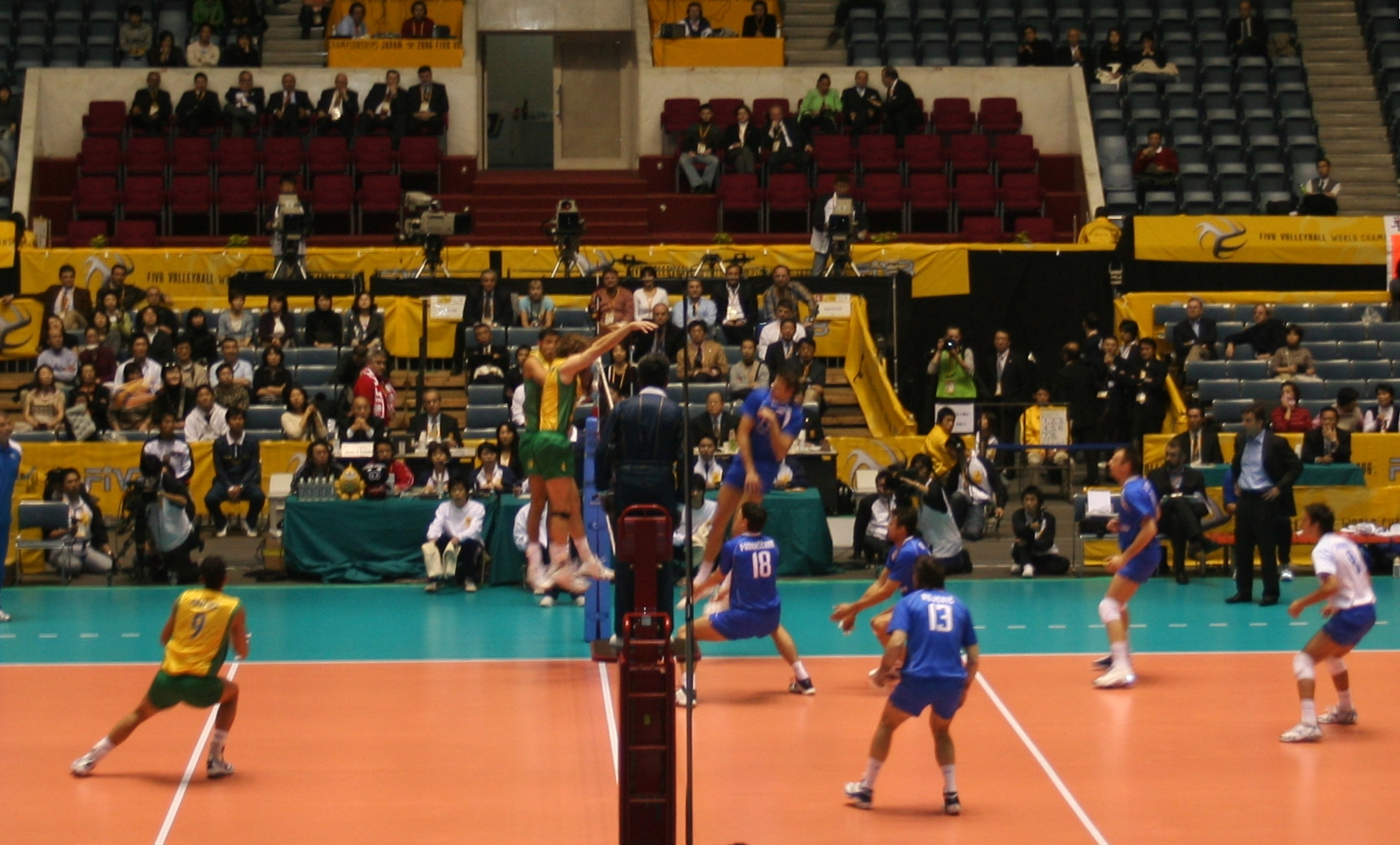
برزیل مقابل صربستان و مونته‌نگرو.

|  | نیمه‌نهایی‌ها         | نیمه‌نهایی‌ها |               |   | نهایی | نهایی |
|  |                     |             |               |   |       |       |
|  | ۲ دسامبر            |             |               |   |       |       |
|  |                     |             |               |   |       |       |
|  | لهستان              | ۳           |               |   |       |       |
|  | لهستان              | ۳           | ۳ دسامبر      |   |       |       |
|  | بلغارستان           | ۱           |               |   |       |       |
|  | بلغارستان           | ۱           | لهستان        | ۰ |       |       |
|  | ۲ دسامبر            |             | لهستان        | ۰ |       |       |
|  |                     | برزیل       | ۰             |   |       |       |
|  | برزیل               | برزیل       | ۰             | ۳ |       |       |
|  | برزیل               |             |               | ۳ |       |       |
|  | صربستان و مونته‌نگرو | ۱           |               |   |       |       |
|  | صربستان و مونته‌نگرو | ۱           | بازی مکان سوم |   |       |       |
|  |                     |             |               |   |       |       |
|  | ۳ دسامبر            |             |               |   |       |       |
|  |                     |             |               |   |       |       |
|  | بلغارستان           | ۳           |               |   |       |       |
|  | بلغارستان           | ۳           |               |   |       |       |
|  | صربستان و مونته‌نگرو | ۱           |               |   |       |       |

#### نیمه‌نهایی‌ها
| تاریخ    | زمان  | ورزشگاه |        | امتیاز |                     | ست ۱  | ست ۲  | ست ۳  | ست ۴  | ست ۵ | مجموع | گزارش |
| -------- | ----- | ------- | ------ | ------ | ------------------- | ----- | ----- | ----- | ----- | ---- | ----- | ----- |
| ۲ دسامبر | ۱۲:۳۰ | YNG     | برزیل  | ۳–۱    | صربستان و مونته‌نگرو | ۲۵–۱۹ | ۱۵–۲۵ | ۲۵–۲۲ | ۲۵–۱۲ |      | P۲ P۳ |       |
| ۲ دسامبر | ۱۵:۰۰ | YNG     | لهستان | ۳–۱    | بلغارستان           | ۲۵–۲۰ | ۲۶–۲۸ | ۲۵–۲۳ | ۲۵–۲۳ |      | P۲ P۳ |       |

#### دیدار سومی
| تاریخ    | زمان  | ورزشگاه |           | امتیاز |                     | ست ۱  | ست ۲  | ست ۳  | ست ۴  | ست ۵ | مجموع | گزارش |
| -------- | ----- | ------- | --------- | ------ | ------------------- | ----- | ----- | ----- | ----- | ---- | ----- | ----- |
| ۳ دسامبر | ۱۴:۳۰ | YNG     | بلغارستان | ۳–۱    | صربستان و مونته‌نگرو | ۲۲–۲۵ | ۲۵–۲۳ | ۲۵–۲۳ | ۲۵–۲۳ |      | P۲ P۳ |       |

#### فینال
| تاریخ    | زمان  | ورزشگاه |        | امتیاز |       | ست ۱  | ست ۲  | ست ۳  | ست ۴ | ست ۵ | مجموع | گزارش |
| -------- | ----- | ------- | ------ | ------ | ----- | ----- | ----- | ----- | ---- | ---- | ----- | ----- |
| ۳ دسامبر | ۲۰:۲۰ | YNG     | لهستان | ۰–۳    | برزیل | ۱۲–۲۵ | ۲۲–۲۵ | ۱۷–۲۵ |      |      | P۲ P۳ |       |

## رده‌بندی نهایی
| رتبه | تیم                 |
| ---- | ------------------- |
| 1    | برزیل               |
| 2    | لهستان              |
| 3    | بلغارستان           |
| ۴    | صربستان و مونته‌نگرو |
| ۵    | ایتالیا             |
| ۶    | فرانسه              |
| ۷    | روسیه               |
| ۸    | ژاپن                |
| ۹    | آلمان               |
| ۱۰   | ایالات متحده آمریکا |
| ۱۱   | کانادا              |
| ۱۲   | پورتوریکو           |
| ۱۳   | آرژانتین            |
| ۱۳   | چک                  |
| ۱۵   | تونس                |
| ۱۵   | کوبا                |
| ۱۷   | چین                 |
| ۱۷   | یونان               |
| ۱۷   | کرهٔ جنوبی           |
| ۱۷   | ونزوئلا             |
| ۲۱   | استرالیا            |
| ۲۱   | مصر                 |
| ۲۱   | ایران               |
| ۲۱   | قزاقستان            |

| قهرمان جهان ۲۰۰۶      |
| --------------------- |
| · برزیل · دومین عنوان |

| فهرست تیم |
| مارسلو الگارتن، آندره هلر، جیبا، موریلو اندرس، آندره ناسیمنتو، سرجیو سانتوس، اندرسون رودریگز، ساموئل فوکس، گوستاوو اندرس، رودریگو سانتانا، ریکاردو گارسیا (c)، دانته آمارال |
| سرمربی |
| برناردو رزنده |

## جوایز
| - باارزش‌ترین بازیکن جیبا - امتیاز آورترین بازیکن هکتور سوتو - بهترین اسپک زننده دانته آمارال - بهترین مدافع وسط الکسی کلشوف | - بهترین زننده سرویس ماتی کازیسکی - بهترین پاسور پاول زاگومنی - بهترین لیبرو الکسی وربوف |

## بازاریابی

### آهنگ رسمی
آهنگ آغازین رسمی رقابت‌ها با نام "آماده باش!" توسط گروه مورنینگ موسومه ساخته شده بود.

### حامیان مالی
- نیپون لایف
- تنباکوی ژاپن
- کیوسرا
- آبجوسازی آساهی

## پخش‌کننده‌ها
| منطقه     | تلویزیون                                     |
| --------- | -------------------------------------------- |
| Worldwide | شبکه تلویزیونی تی‌بی‌اس سامانه سخن‌پراکنی توکیو |